# 小行星7529
小行星7529（英語：7529 Vagnozzi）是一颗围绕太阳公转的小行星。1994年1月16日，Colleverde di Guidonia在Colleverde发现了此天体。
这颗小行星的绝对星等为139.28180等。